# Jon Kwang-ik
Jon Kwang-ik (Pionyang, Corea del Norte; 5 de abril de 1988) es un futbolista de Corea del Norte que juega en la posición de Lateral izquierdo con el Amnokgang SC de la Liga de fútbol de Corea del Norte.

## Carrera

### Club
Ha jugado toda su carrera con el Amnokgang SC desde 2005, con el que ha sido campeón nacional en dos ocasiones.

### Selección nacional
Jugó para Corea del Norte en 50 ocasiones de 2007 a 2016 y anotó dos goles; ganó la Copa Desafío de la AFC 2012 y participó en la Copa Mundial de Fútbol Sub-17 de 2005, la Copa Mundial de Fútbol Sub-20 de 2007, los Juegos Asiáticos de 2010 y dos ediciones de la Copa Asiática.

## Logros

### Club
- Liga de fútbol de Corea del Norte (2): 2006, 2008

### Selección nacional
- Copa Desafío de la AFC (1): 2012

## Estadísticas

### Goles con selección nacional
| # | Fecha      | Sede                                            | Rival    | Marcador | Resultado | Torneo                                               |
| - | ---------- | ----------------------------------------------- | -------- | -------- | --------- | ---------------------------------------------------- |
| 1 | 27-10-2007 | Kim Il-sung Stadium, Pyongyang, Corea del Norte | Mongolia | 5–1      | 5–1       | Clasificación para la Copa Mundial de Fútbol de 2010 |
| 2 | 13-3-2012  | Dasarath Rangasala Stadium, Katmandú, Nepal     | India    | 1–0      | 4–0       | Copa Desafío de la AFC 2012                          |